# Mastigophorus marima
Mastigophorus marima là một loài bướm đêm trong họ Noctuidae.